# El Judas
El Judas es una película española de drama religioso estrenada en 1952, coescrita y dirigida por Ignacio Iquino y protagonizada en el papel principal por Antonio Vilar, acompañado en el reparto de Manuel Gas, Ramona Cubeles, María Rosa Formiguera y actores aficionados del pueblo de Esparreguera. Se hizo una versión doblada al catalán de la película, pero finalmente la censura evitó su representación en las salas de cine.
En la octava edición de las Medallas del Círculo de Escritores Cinematográficos, Rafael J. Salvia recibió el galardón al mejor argumento original por su labor en la elaboración del guion.

## Sinopsis
Ambientada en la Pasión de Esparraguera, narra la historia de un hombre malvado que es escogido para interpretar el papel de Judas en la obra, pero él siempre ha aspirado al papel de Jesús. La repentina indisposición del actor principal le brinda la oportunidad de representar dicho papel. No obstante, la interpretación le supondrá su propio calvario personal.

## Reparto
- Antonio Vilar ... Mariano Torné
- Manuel Gas ... Inspector de Policía
- Ramona Cubeles
- María Rosa Formiguera	...	Montserrat

## Premios
8.ª edición de las Medallas del Círculo de Escritores Cinematográficos
| Categoría                | Persona          | Resultado |
| ------------------------ | ---------------- | --------- |
| Mejor argumento original | Rafael J. Salvia | Ganador   |